# CRH2

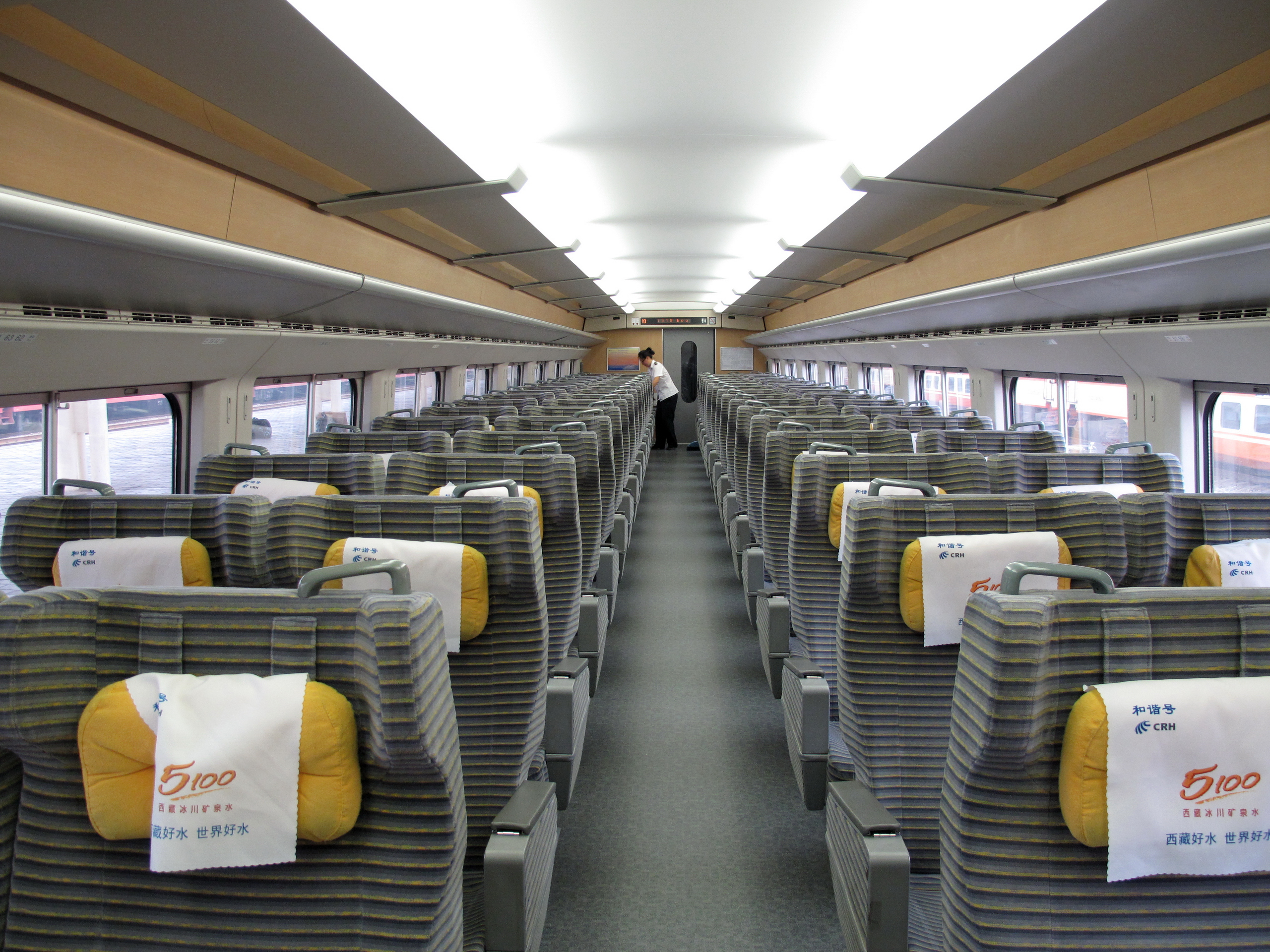
Első osztályú utastér

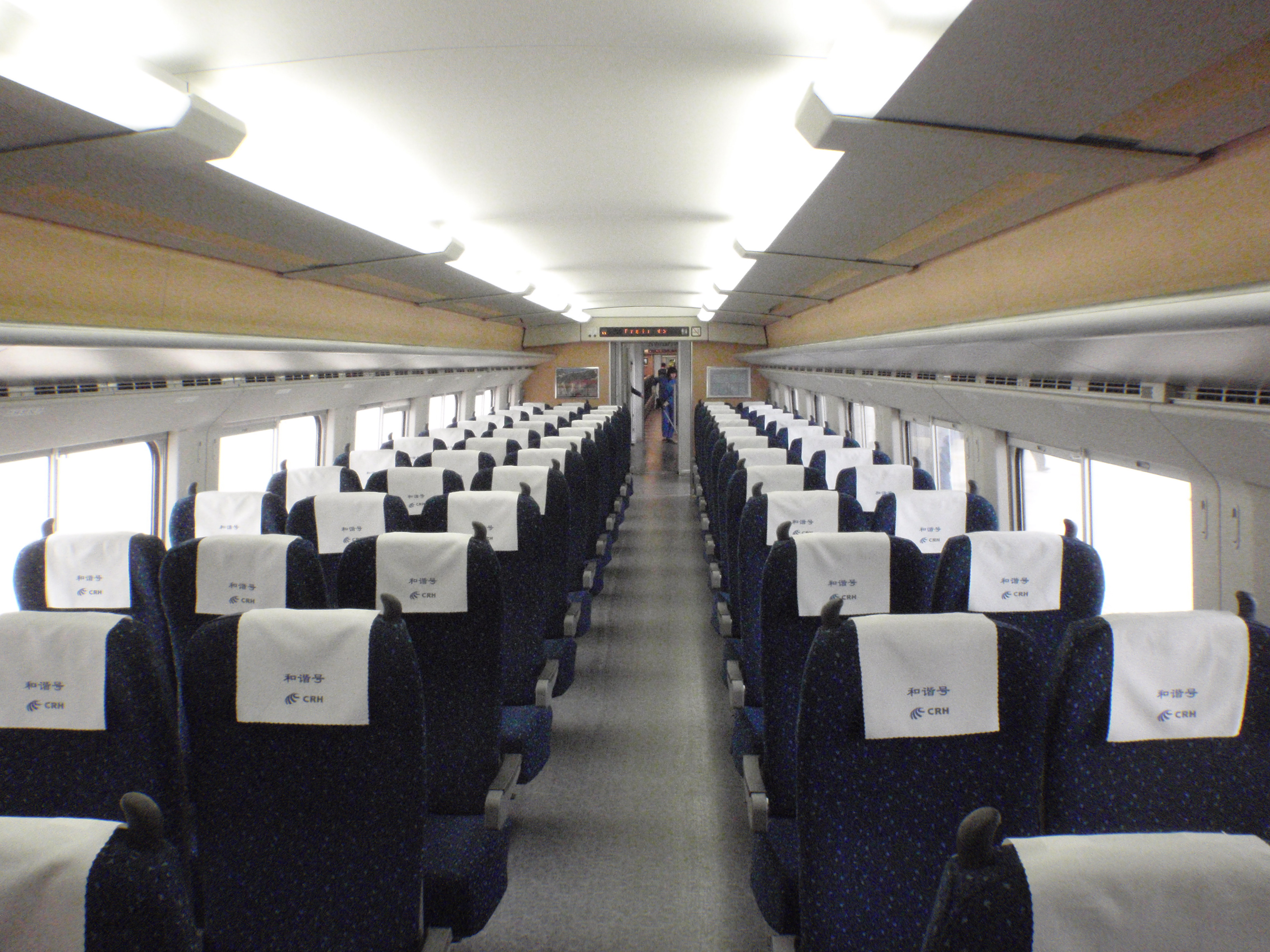
Másodosztályú utastér

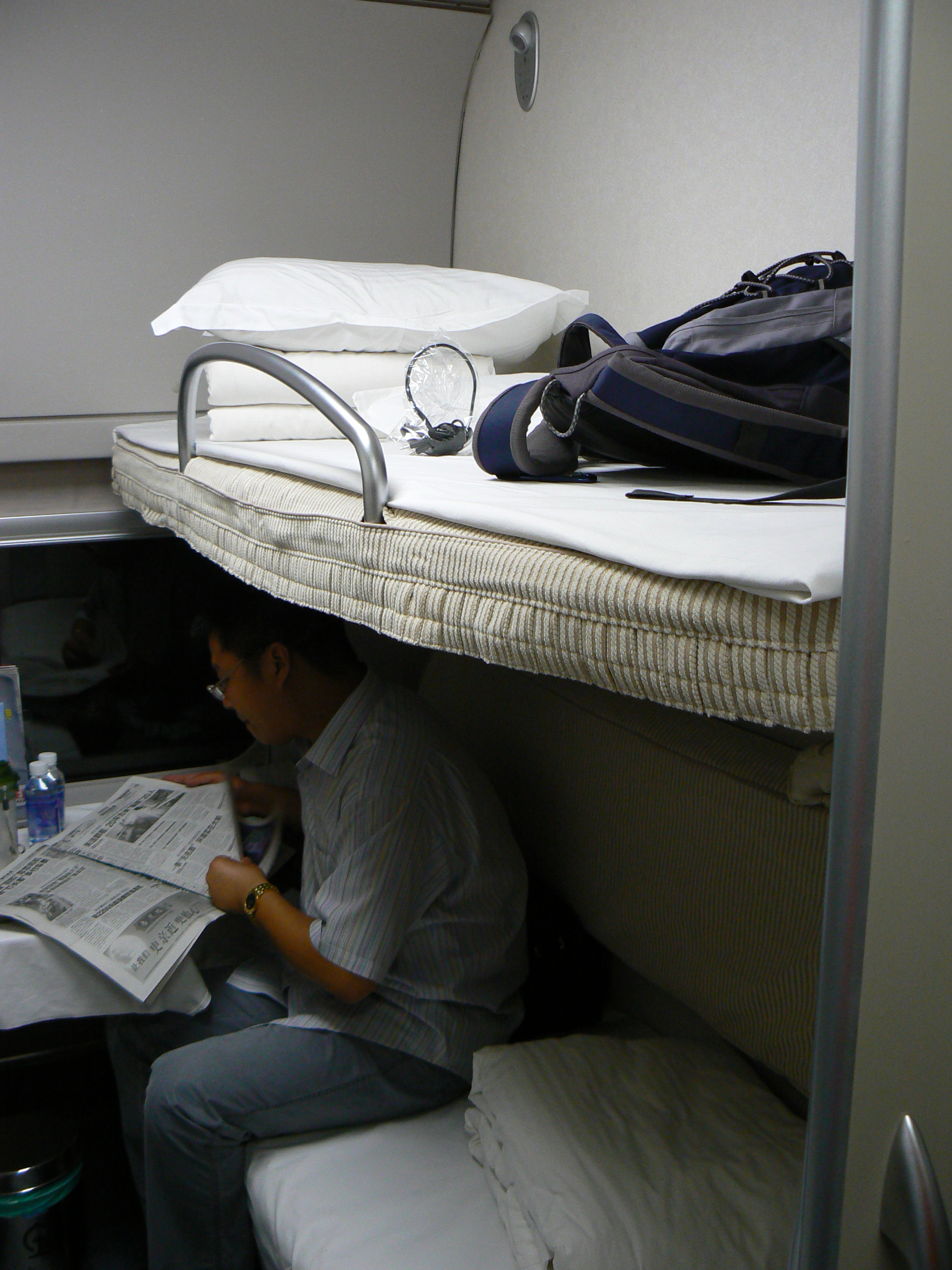
Hálókocsi

A CRH2 egy Kínában közlekedő nagysebességű villamosmotorvonat-sorozat. Az eredeti vonatokat a Kawasaki Heavy Industries építette, gyártásuk innen technológiai transzferrel a kínai CSR Sifang Locomotive and Rolling Stock-hoz került.
A program viszonylag csendben indult és zajlott, "köszönhetően" a nem éppen felhőtlen politikai légkörnek, melyért főleg a japán kormányzat második világháborús hozzáállása tehető felelőssé.

## Története
A CRH2 egy módosított E2-1000 sorozatú Sinkanszen vonat, ez képviseli a második külföldre exportált Sinkanszen szerelvényt, az első a 700 T sorozat, ami a Tajvani nagysebességű vasút részére készült.
Az első 3 szerelvényt (2001-2003 pályaszámú) Japánban gyártották, a következő 6 szerelvényt (2004-2009 pályaszámú) szétszerelve szállították, a fennmaradó 51 szerelvényt (2010-2060) Japánból való technikai áthelyezésen keresztül építette a Sifang Kínában.
Az első vonat kis harsonaszóval érkezett meg Qingdao kikötőbe 2006. március 8-án, és ráadásul nem is jelentették be Kínában. Ezeknek a vonatoknak a maximális sebességük 250 km/h, és 2007. április 18-ától álltak forgalomba. Ekkor volt Kínában a hatodik nemzetivasútisebesség-emelés. Az érkezésük után hamarosan nagysebességű vasútszolgáltatást nyújtottak.
A hatodik nemzeti vasúti sebesség emelés dátumáig legalább 37 CRH2 motorvonatot szállított le a Kawasaki és Sifang.

## Vonatösszeállítás
A vonatok 8 részből állnak, melyek a következő funkcióval rendelkeznek:
- ZE 20xx01 - Vezetőállás, másodosztály
- ZE 20xx02 - másodosztály
- ZE 20xx03 - másodosztály
- ZE 20xx04 - áramszedővel ellátott másodosztály
- ZEC 20xx05 - másodosztály étteremmel
- ZE 20xx06 - áramszedővel ellátott másodosztály
- ZY 20xx07 - első osztály
- ZE 20xx00 - Vezetőállás, másodosztály

## Változatok[2]

### CRH2A
A CRH2A a japán E2-1000 Sinkanzsen motorvonat módosított változata. A tajvani 700T után ez a második technológiai transzfere a Shinkansen-nek. 2006-tól 60 8 részes vonat került gyártásra. A szerelvényeken standard kiépítés mellett 610 ülőhely található.
Az azonos külcsín ellenére a kínai gyártó jelentős technológiai változásokat eszközölt a Kínában legyártott vonatok esetén, gyakorlatilag ezeknek a teljes hajtástechnikáját helyi beszállítók adják.
A háttérben jelentős érdekellentétek húzodhatnak meg, a kialakult szituációt a Kawasaki Heavy Industries úgy kommentálta, hogy a 2008 után legyártott vonatok "nem a konszern műszaki megoldásait tükrözik".
A vonatokkal főleg a Sanghaj-Nanking és Sanghaj-Hangcsou vonalakon lehet találkozni, maximális sebességük 250 km/h.

### CRH2B
A CHR2A 16 részes változata, 8 hajtott kocsival. A 10 legyártott szerelvény Shanghaj körzetében teljesít szolgálatot, maximális sebességük 250 km/h. A vonatok főleg a Hofej–Nanking nagysebességű vasútvonalon teljesítenek szolgálatot.

### CRH2C (CRH2-300)
A Kínai Vasúti Minisztérium 2005-ben írt ki pályázatot a 300 km/h fölött teljesítő vonatok számára, mely kiírásnak akkor csak a Siemens Velaro CN (CRH3C) felelt meg.
A Kawasaki E2-1000 kínai átdolgozásai (CRH2A-B) csak 250 km/h teljesítésére voltak alkalmasak. A CSR Sifang a Kínai Fejlesztési Bankkal és a minisztériummal együttműködve elkezdték a CRH2 "feltunningolását".
Az első vonat 2008-ban a Peking-Tianjin pályán 370-nel, majd 2009-ben a Csengcsou–Hszian szakaszon 394,2 km/h-val száguldott.
Jelenleg a megépült vonatok nagy része a Shanghaj-Nanjing pályán ingázik.
A vonatok 2010 óta fokozatosan kerülnek üzembe a Peking-Sanghaj és Sanghaj-Hangcsou PDL-eken.

### CRH2E
A 380A 8 részes, a 380AL (long) 16 részes vonatok, melyek a Kawasaki-Siemens technológiákat ötvöző CSR Sifang fejlesztésében kerültek kialakításra (a technológia alapvetően a Kawasaki-tól származik, a forgóvázakat a Siemens fejlesztette eredetileg a Velaro CN-hez).
A vonatok 420 km/h csúcssebességre alkalmasak, de a pályák sajátossága miatt "csak" a 350 km/h-t érhetik el menet közben.
A vonat 2010 december 3-án állította be a 486 km/h-s sebességcsúcsot egy konvencionális, módosítás nélküli szerelvénnyel. A sebességcsúcsot a 2012-ben átadásra kerülő 1318 km-es Peking-Shanghai vasútvonal egy, már kész szakaszán sikerült elérni.